# سوخاچو
سوخاچو (به لهستانی:  Sochaczew) یک منطقهٔ مسکونی در لهستان است که در شهرستان سوخاچف واقع شده‌است. سوخاچو ۲۶٫۱۳ کیلومتر مربع مساحت و ۳۷٬۳۰۶ نفر جمعیت دارد و ۸۱ متر بالاتر از سطح دریا واقع شده‌است.